# Єщенко Марина Юріївна
Єщенко Марина Юріївна (нар. 15 березня 1986, Великий Кобелячок,  Полтавського району Полтавської області)  — українська прозаїк-абсурдист, поетеса, публіцистка, перекладачка, редакторка, літературознавиця, критик, науковець.

## Життєпис
Закінчила Великокобелячківську загальноосвітню школу із золотою медаллю.
Перемігши у літературному конкурсі «Вчитель — моє покликання», 2004 року вступила на спеціальність «Українська мова і література, зарубіжна література, літературний редактор» філологічного факультету Національного педагогічного університету імені М. П. Драгоманова.
З 2008 року паралельно навчалася у магістратурі Київського національного університету імені Тараса Шевченка за спеціальністю «літературна творчість».
2009 року отримала дипломи обох університетів.
2017 року на кафедрі теорії літератури, компаративістики і літературної творчості Київського національного університету імені Тараса Шевченка захистила кандидатську дисертацію на тему «Поетика абсурду в сучасній новелістиці» (спеціальність 10.01.06 «Теорія літератури»).
Має чимало наукових статей, публікацій по темі дисертації.
Працювала старшим лаборантом в науково-дослідному інституті українознавства, бібліотекарем в читальній залі періодики Наукової бібліотеки імені М. Максимовича Київського національного університету імені Тараса Шевченка.
Нині — старший лаборант Центру літературної творчості Інституту філології Київського національного університету імені Тараса Шевченка.

## Творчість
- «Поговори зі мною»: оповідання (Київ, 2015)
- «Життя моє!!!»: збірка публіцистичних портретів (Київ, 2017)
- «Бібліотекарки не виходять заміж»: пригодницька повість (Луцьк, 2017)

Письменниця декілька років вела авторську колонку в журналі «Країна», готувала матеріали для пригодницького дитячого журналу «Крилаті». [Архівовано 25 лютого 2021 у Wayback Machine.]

## Відзнаки
- Дипломантка Всеукраїнського літературного конкурсу «Любіть Україну» (2004) — проза;
- Лауреатка конкурсу «Поетичні зорі — 2006» (Полтава) — поезія;
- Лауреатка конкурсу «Собори душ своїх бережіть» (Полтава, 2007) — проза;
- Лауреатка Всеукраїнського літературного конкурсу «Троянди і виноград» (2008) — поезія;
- Дипломантка Всеукраїнського конкурсу ім. Вадима Коваля (Чернівці, 2011) — проза;
- Заохочувальна премія видавництва «Смолоскип» (2011) — проза;
- Лауреатка конкурсу «Собори душ своїх бережіть» (Полтава, 2011) — проза;
- Лауреатка Міжнародної українсько-німецької літературної премії імені Олеся Гончара (2012) — за збірку публіцистичних портретів «Життя моє!!!»;
- Заохочувальна премія видавництва «Смолоскип» (2013) — проза;
- Фіналістка   Всеукраїнського конкурсу «Новела по-українськи» (2014) —  новела «Революціонер»;
- Лауреатка літературної премії «Глиняний кіт» (2016) — за яскравий дебют у жанрі оповідання;
- Лауреатка VII Всеукраїнського молодіжного конкурсу «VivArt» (2019) — у номінації «проза» (старша група);
- Премія Київського міського голови за особливі досягнення молоді у розбудові столиці України — міста-героя Києва у 2020 році [в тому числі М. Ю. Єщенко) — у номінації «творчі досягнення»;

## Рекомендаційна література
1. Іщенко О. І сам [Гончар] продовжується в майбуття… : молоді письменники-полтавці  – лауреати Міжнародної українсько-німецької літературної премії ім. Олеся Гончара: біобібліографічний  дайджест-покажчик / О. Іщенко. — Полтава, 2015. — 19 с.
2. Куліш Н. Визначено переможців нової видавничої серії «Перша книжка автора»: [в тому числі рукопис М. Єщенко «Поговори зі   мною»] / Н. Куліш // Українська літературна газета. — 2015. — 31 лип. — С. 17.
3. Романець Г. Визнання письменницького таланту Марини Єщенко / Г. Романець // Полтавська думка. — 2016. — 4 лют. (№ 6). — С. 3.
4. Іщенко О. Міжнародна недержавна українсько-німецька літературна премія ім. Олеся Гончара / О. Іщенко // Край. — 2016. — Квіт. (№ 144). — С. 14–16.
5. Третяк М. Нові лауреати «Смолоскипу»: [в тому числі М. Єщенко]    / М. Третяк // Літературна Україна. — 2016. — 19 трав. — С. 3.
6. Левченко Г. Епоха не-героїв: [про збірку оповідань «Поговори зі мною»] / Г. Левченко // Українська літературна газета. — 2016. — 24 черв. — С.14–15.
7. Жаботинський П. Молода, але вже успішна / П. Жаботинський // Світлиця. — 2017. — 12 січ. — С. 12 : фото.
8. «Щирість — це інколи усього лише здоровий цинізм…»: [біографія і творчість М. Єщенко] // Зоря Полтавщини. — 2018. — 24 лип. — С. 9.
9. Ярошенко Г. «Змії мого городу»: [розмова зписьменницею] / Г. Ярошенко // Вечірня Полтава. — 2018. — 22 серп. — С. 24.
10. Левицький В. Може, все не так: [про пригодницьку повість «Бібліотекарки не виходять заміж»] / В. Левицький // Літературна Україна. — 2019. — 9 лют. — С. 16.